# Beschorneria yuccoides
Beschorneria yuccoides är en sparrisväxtart som beskrevs av Karl Heinrich Koch. Beschorneria yuccoides ingår i släktet Beschorneria och familjen sparrisväxter.

## Underarter
Arten delas in i följande underarter:
- B. y. dekosteriana
- B. y. yuccoides

## Bildgalleri

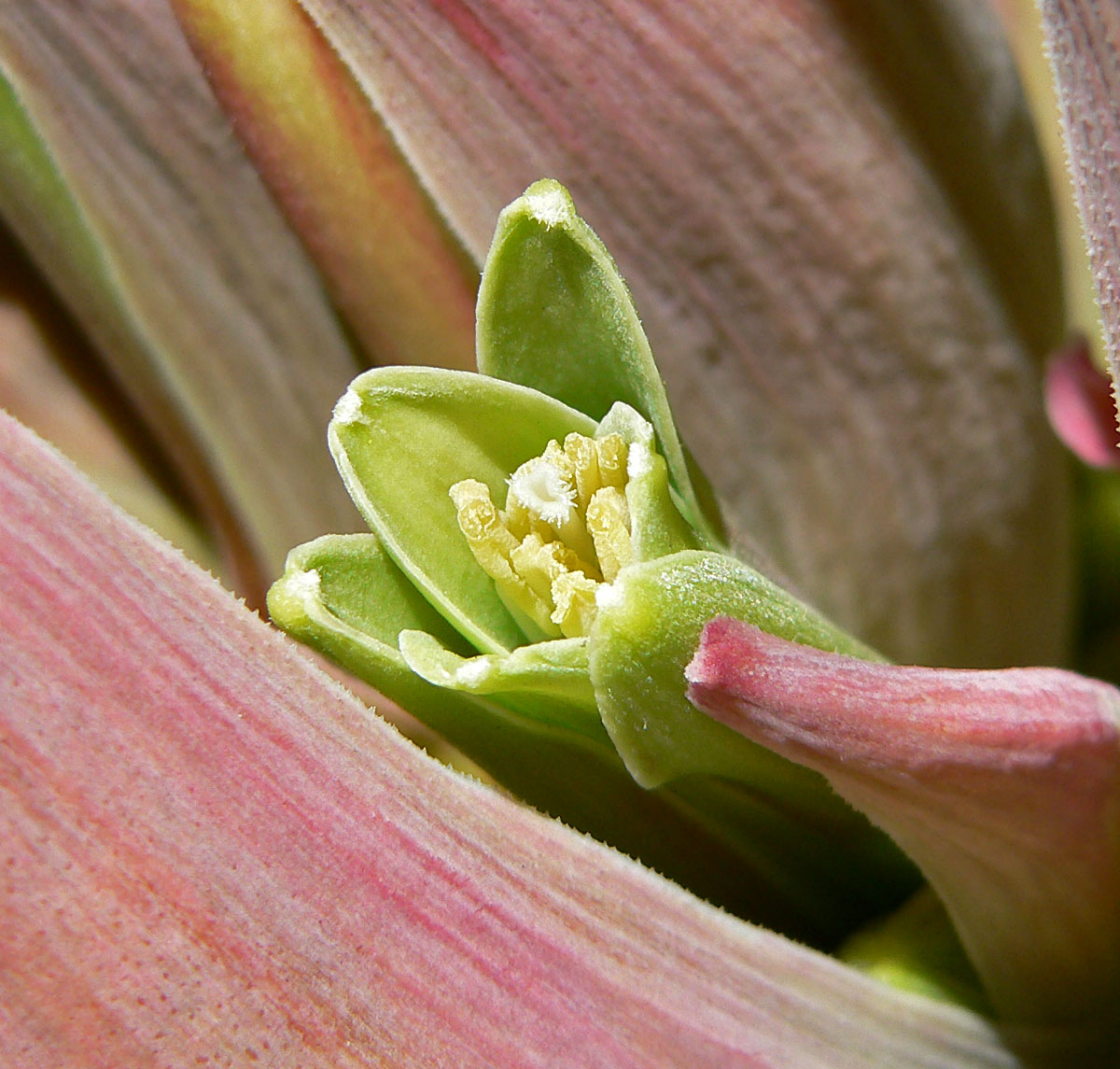
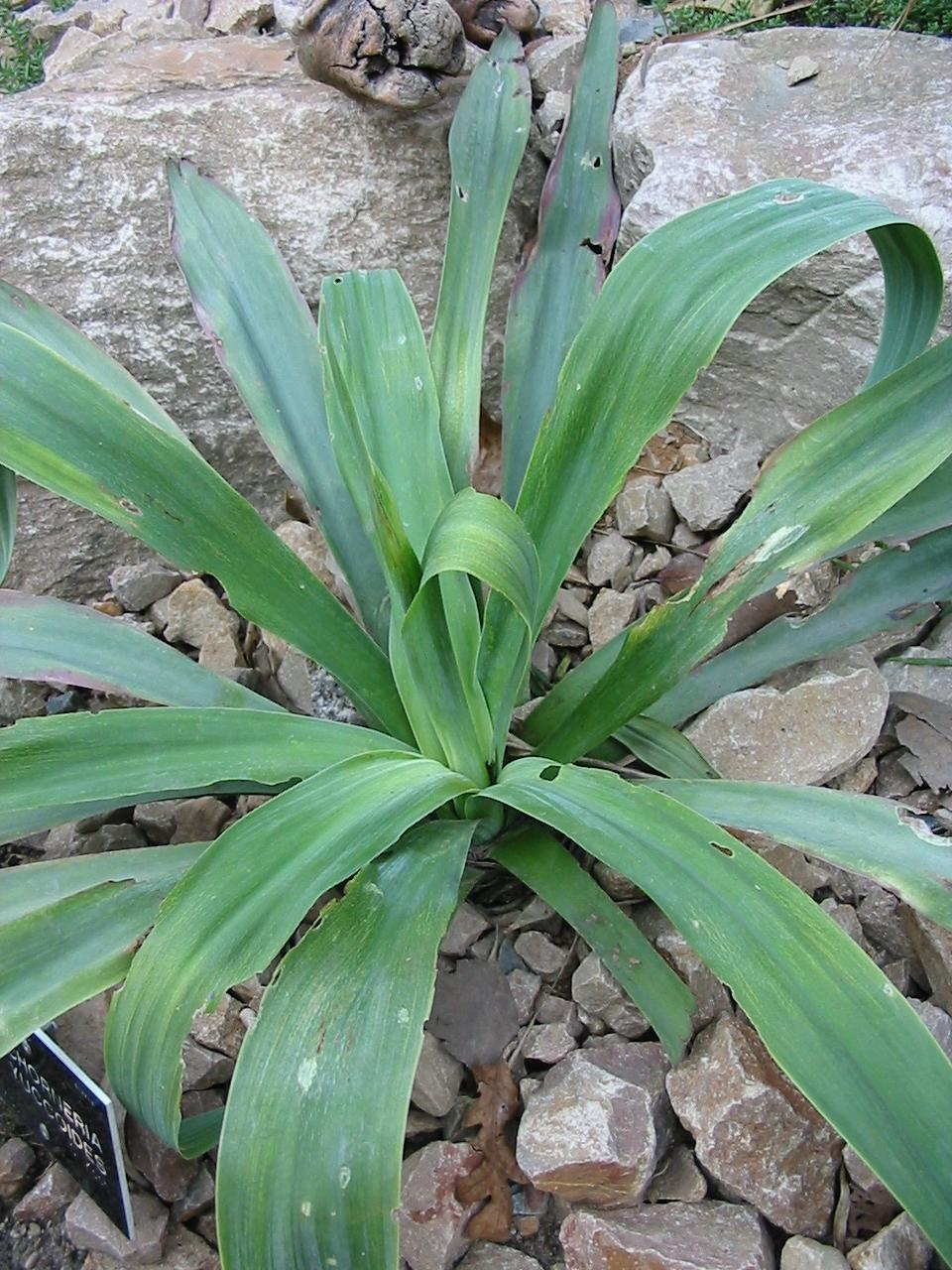
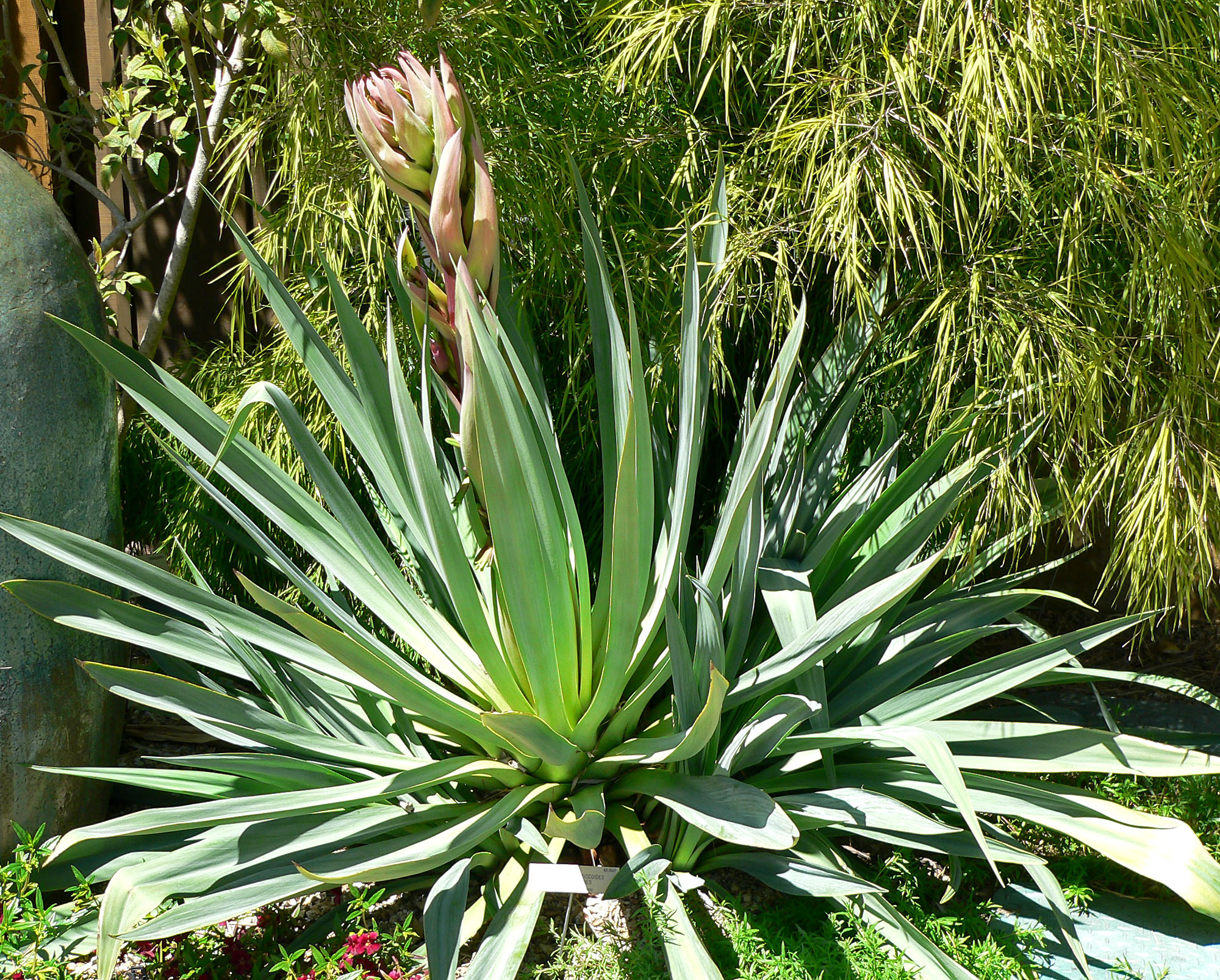
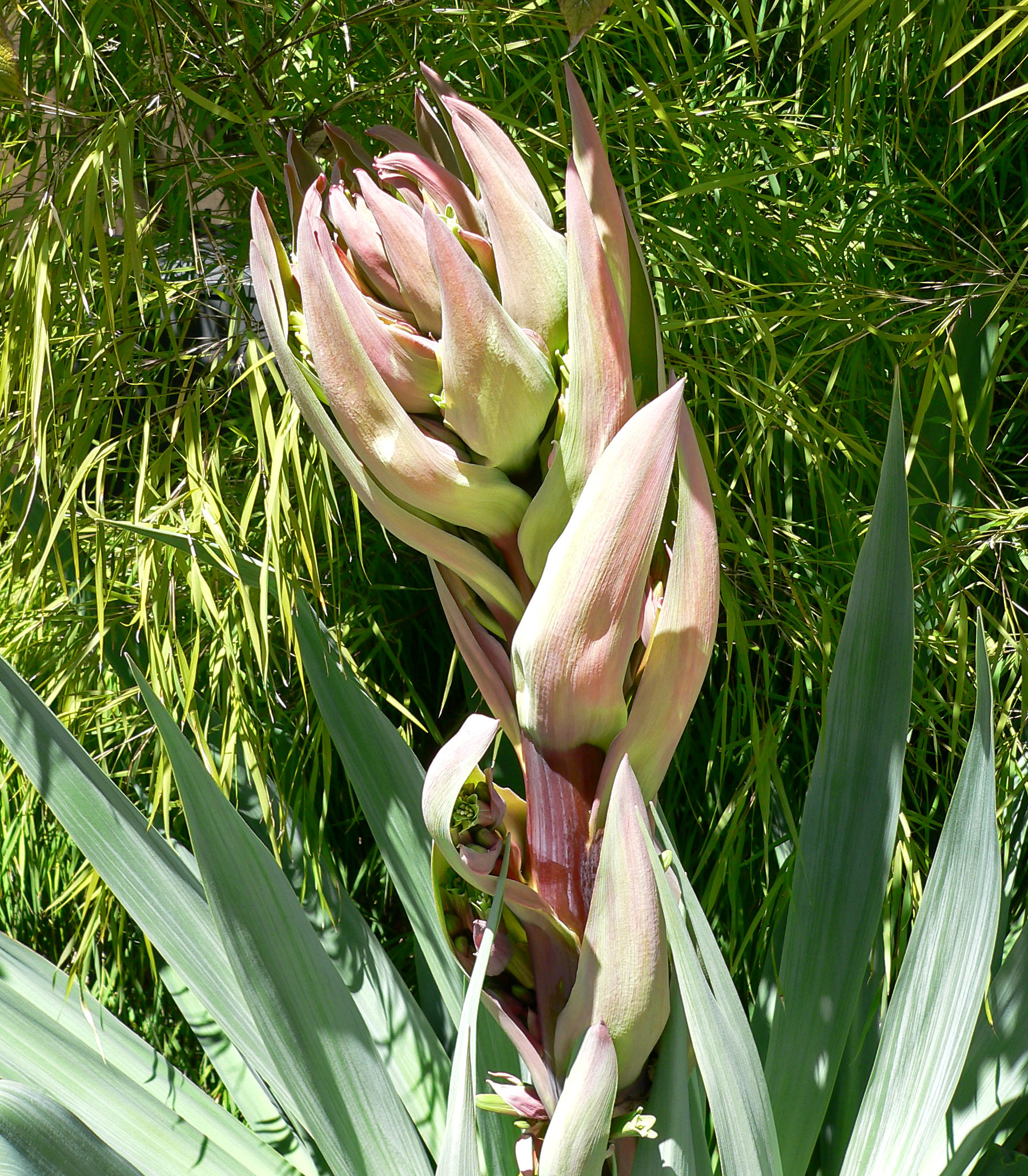
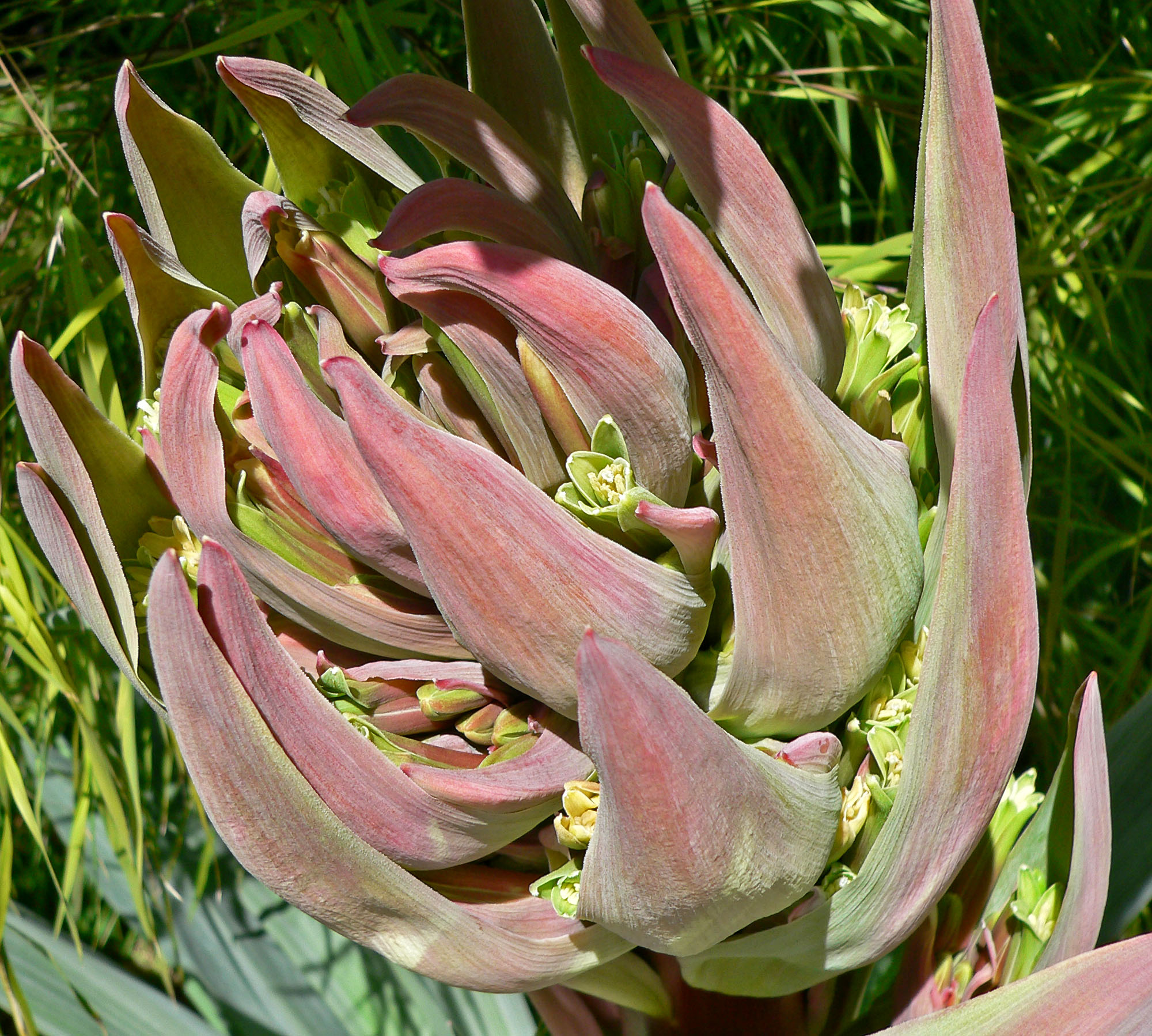
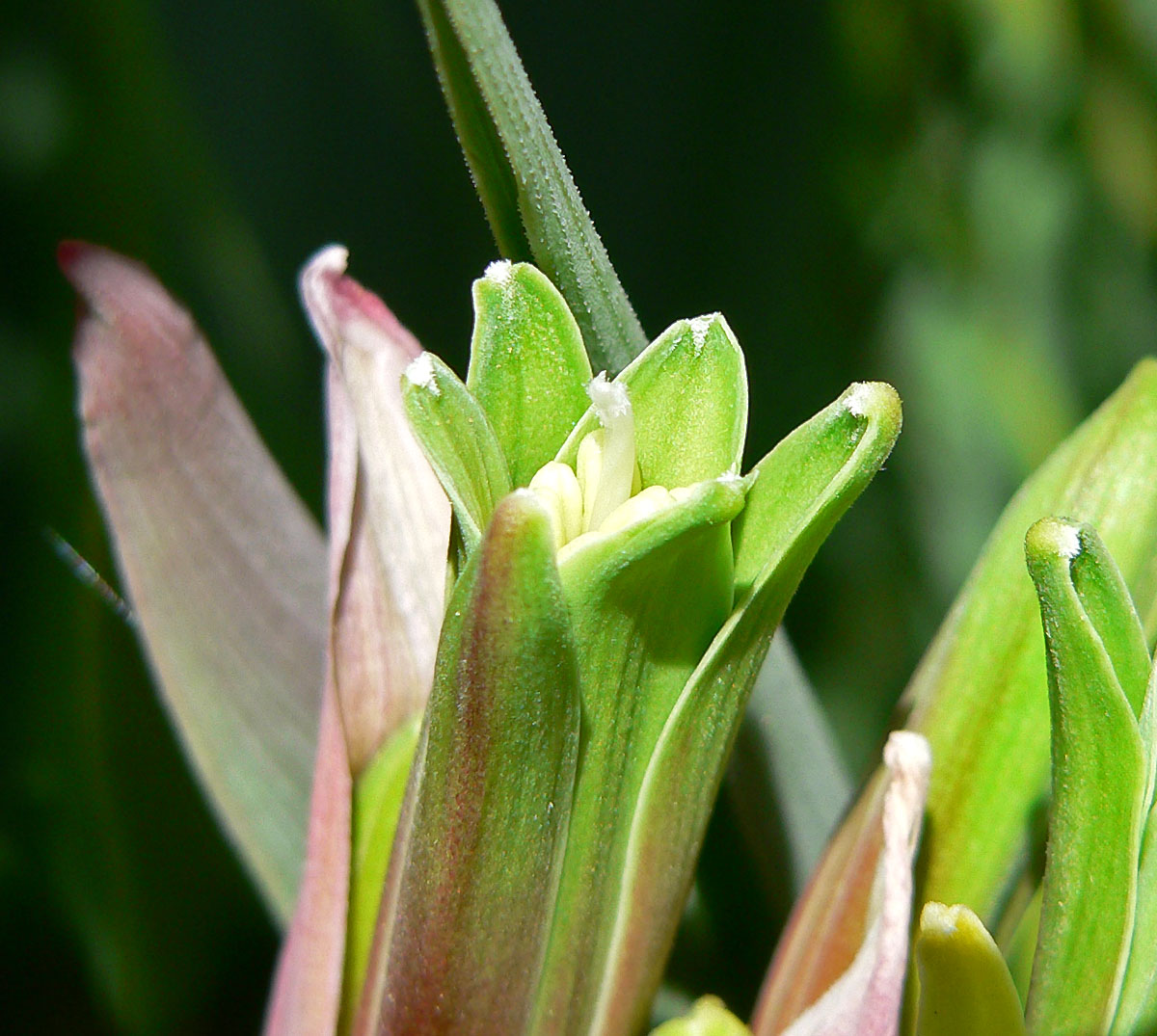